# 郎位五
后髮座17，又名BD+26 2354，HD 108662、SAO 82330、HR 4752，是后髮座的一颗恒星，视星等为5.29，位于銀經225.22，銀緯84.82，其B1900.0坐标为赤經12h 23m 55s，赤緯+26° 84.82′ 59″。